# Али аль-Наими
Али ан-Нуэйми — предприниматель и политик из Саудовской Аравии. Он был министром нефти с 1995 по 2016 год.
Али бин Ибрагим ан-Нуэйми родился 2 августа 1935 года в семье пастухов в богатой нефтью восточной провинции Саудовской Аравии. Он принадлежал к шиитскому меньшинству.
ан-Нуэйми начал свою трудовую жизнь в возрасте двенадцати лет в 1947 году, когда он был на побегушках в тогдашней американо-саудовской нефтяной компании «Aramco» («Arabian American Oil Company»). Здесь он быстро выучил английский язык, а также нефтяной бизнес с нуля. После двух лет обучения в школе, спонсируемой «Aramco», ан-Нуэйми стал геологом в области геологоразведки в 1953 году. При поддержке «Aramco» ан-Нуэйми смог изучать гидрологию и геологию с 1956 года. Сначала в Бейруте, затем он отправился в США, где получил степень бакалавра в Университете Лихай (Пенсильвания) (1962) и степень магистра в знаменитом Станфордском университете (1963; каждый по геологии).
Затем ан-Нуэйми вернулся в Саудовскую Аравию и возобновил свою профессиональную карьеру в «Aramco» в 1957 году. В последующие десятилетия он сделал карьеру в управлении компанией. В 1980 году ан-Нуэйми был избран в правление «Saudi Aramco», президентом которого он наконец стал в 1983 году. Он был первым человеком из Саудовской Аравии, который возглавил компанию.
Наряду с постом руководителя «Saudi Aramco», ан-Нуэйми был назначен министром нефти в правительстве Саудовской Аравии в 1995 году. Он занимал эту важную должность до 7 мая 2016 года. Предыдущий управляющий государственной нефтяной компании «Aramco» Халид аль-Фалих стал его преемником на посту нового министра нефти.